# وزارة أحمد زيور باشا الأولى
وزارة أحمد زيور باشا الأولى هي الوزارة الثالثة والثلاثون في مصر، صدر المرسوم الملكي بتشكيلها في 24 نوفمبر 1924.

## أعضاء الحكومة
| الوزارة               | الوزير                                                                           | تعديل 26 نوفمبر 1924 | تعديلات 9 ديسمبر 1924                                           |
| --------------------- | -------------------------------------------------------------------------------- | -------------------- | --------------------------------------------------------------- |
| رئيس مجلس الوزراء     | أحمد زيور باشا                                                                   |                      |                                                                 |
| وزير الداخلية         | أحمد زيور باشا (بصفة مؤقتة؛ إلى جانب منصبه رئيسًا لمجلس الوزراء)                  |                      | إسماعيل صدقي باشا                                               |
| وزير الخارجية         | أحمد زيور باشا (بصفة مؤقتة؛ إلى جانب منصبيه رئيسًا لمجلس الوزراء ووزيرًا للداخلية) |                      | أحمد زيور باشا (بصفة فعلية؛ إلى جانب منصبه رئيسًا لمجلس الوزراء) |
| وزير المالية          | يوسف قطاوي باشا                                                                  |                      |                                                                 |
| وزير الأشغال العمومية | عثمان محرم بك                                                                    |                      | محمود صدقي باشا                                                 |
| وزير الحربية والبحرية | محمد صادق يحيى باشا                                                              |                      |                                                                 |
| وزير المعارف العمومية | أحمد محمد خشبة بك                                                                |                      |                                                                 |
| وزير الحقانية         | أحمد محمد خشبة بك (بصفة مؤقتة؛ إلى جانب منصبه وزيرًا للمعارف العمومية)            | أحمد موسى باشا       |                                                                 |
| وزير الأوقاف          | محمد صدقي باشا                                                                   |                      |                                                                 |
| وزير الزراعة          | محمد السيد أبو علي باشا                                                          |                      |                                                                 |
| وزير المواصلات        | نخلة جورجي المطيعي بك                                                            |                      |                                                                 |

## تعديلات
- في 26 نوفمبر 1924 أسندت وزارة الحقانية إلى أحمد موسى باشا.[5]
- في 2 ديسمبر 1924 أسندت وزارة الأشغال العمومية إلى محمود صدقي باشا
- في 9 ديسمبر 1924 تولى أحمد زيور باشا وزارة الخارجية فعلياً وتولى إسماعيل صدقي باشا وزارة الداخلية.[3][4]

## وصلات داخلية
- قائمة رؤساء مجلس وزراء مصر